# Juande Ramos
Juan de la Cruz Ramos Cano eller det mere brugte Juande Ramos (født 25. september 1954 i Pedro Muñoz, Spanien) er en tidligere professionel fodboldspiller og nuværende fodboldtræner. Han har blandt andet stået i spidsen for  CSKA Moskva, Real Madrid, Tottenham Hotspur og Sevilla. Fra 2010 til 2014 har han været cheftræner i FC Dnepro Dnepropetrovsk.Siden 1. Juni 2016 har han været træner for Malaga CF.

## Spiller
Ramos spillede for for Elche, Alcoyano, Linares, Eldense, Alicante og Denia som midtbanespiller, indtil han trak sig tilbage pga. en knæskade i en alder af 28 år.

## Træner
I sin første sæson (2005/06) hos Sevilla vandt han UEFA Cuppen efter at have besejret Middlesbrough 4-0 i finalen. Han vandt også UEFA Super Cup ved at besejre ligarivalerne F.C. Barcelona 3-0.
I 2006/07 sæsonen vandt Ramos endnu engang UEFA cuppen efter at have spillet 2-2 mod RCD Espanyol, hvorefter Sevilla vandt 3-1 på straffespark.
I juni 2007 blev Ramos sat i forbindelse med Manchester City F.C., som manglede en i stillingen som træner, dette blev dog afvist af Ramos' agent, hvorefter denne stilling blev overtaget af Sven-Göran Eriksson. 

### Tottenham Hotspur
Siden Tottenham Hotspurs træner Martin Jol blev fristillet den 25. oktober 2007, blev Ramos nu endnu en gang rygtet til at blive træner i Premier League. Denne gang holdt rygtet dog stik. Ramos trak sig tilbage som cheftræner i Sevilla den 26. oktober 2007, hvorefter han den efterfølgende dag blev præsenteret som træner for det engelske storhold Tottenham Hotspur. Her blev en af hans største opgaver, at styrke defensiven eftersom Spurs havde inkasseret alt for mange mål i de første måneder af sæsonen 2007/2008. Ramos oplevede imidlertid hurtigt succes i spidsen for Spurs, da Tottenham efter at have slået Manchester City i kvartfinalen, Arsenal med sensationelle 5-1 på White Hart Lane og 1-1 på udebane i semifinalen, og til sidst finalen med 2-1 over Chelsea på Wembley, vandt Liga cuppen i 2008. Den 26. oktober 2008 blev Ramos afskediget i Tottenham hovedsageligt pga. manglende resultater, da han efter 8 kampe i 08/09-sæsonen endnu ikke havde formået at føre Tottenham til sejr. 
Efter de dårlige resultater i Tottenham gik turen til Real Madrid.